# Краслава
Краслава (латис. Kraslava, пол. Krasław, біл. Краслаўка) — місто в Латвії.

## Назва

### Місцеві мови
- Краслава (латис. Krāslava;  вимова) – назва латиською мовою
- Круослова (латг. Kruoslova) – назва латґальською мовою
- Краслав (пол. Krasław, біл. Краслаў) – назва польською та білоруською мовами
- Краславка (біл. Краслаўка) – назва білоруською мовою

### Інші мови
- Креслау (нім. Kreslau)
- Краславія (лат. Craslavia)
- Крєславка (рос. Креславка) – використовувалася на офіційному рівні до 1917 року

## Історія
Перший раз місто згадане в 14 столітті коли тут був побудований товарний склад для Лівонського ордену. В 1558 році стає маєтком. В XVI столітті тут уже був відбудований невеликий дерев'яний католицький храм. В 1676 році власник Краслави єзуїт Єремій (Юріс) Людінгхаузен побудував для католицького приходу дерев'яний костьол. З 1725 року Краслава належала роду Чапських, у якого в 1729 році її перекуповує Ян Людвіг Платер — староста Латгалії і Даугавпілса. У цьому ж році він переїжджає із садиби в Індріце в Краславу, що згодом належала його нащадкам майже двісті років — до відчуження майна перед Першою світовою війною.
В 1729 році дістає права селища й граф Лудвіг Платер будує тут свій замок. В 1755–1767 роках будується римсько-католицький костьол з каплицею святого Доната (1818) і вівтар з картиною «Святий Лудовіг відправляється в хрестових похід» (1884). В 1757 році відкривається перший навчальний заклад у Латвії — Краславська духовна семінарія. В 1754 році єпископ Антоній Островський запрошує конгрегацію священиків, засновану Святим Вінсентом де Полем в 17 столітті в Парижі при костьолі Святого Лазаря з метою керівництва Краславською духовною семінарією, а також підготовки священиків для Латгалії й Білорусі. По закінченні навчання можна було продовжувати одержання утворення у Вільнюській духовній семінарії.
В 1778 році Краславу успадковував Август Ієронім Гіацинт Платер (1750 — 1803), був кавалером ордена Св. Станіслава, кавалером ордена Білого орла, Мстиславським воєводою, а в 1797 році як представник Полоцької губернії брав участь у церемонії коронації Павла I у Петербурзі.
Одним з перших будинків, побудованих в 1729–1737 році був будинок нинішньої аптеки. В 1789 році був побудований кам'яний будинок для лікарні, що стала першою в Латгалії.
Після третього розподілу Польщі в 1795 році Краслава залишилася на відстані від головних доріг і потроху стала занепадати. В 1811 році єзуїти перенесли свою гімназію в Краславу, де вона залишалася до 1815 року. В 1814 році відкрили повітову школу, що тримали ченці місіонерського ордена. В 1829 році, коли уряд Росії хотів закрити школу, граф Адам Платер віддав будинок бібліотеки на потреби школи. Однак в 1854 році повітова школа була перенесена в Резекне.
Православна церква будується з 1840 по 1859 на честь Святого Юрія. Церква була передбачена для потреб православних і старовірів. В 1867 році вона консекрирована як православна церква.
Біля трьох сотень років на території Латгалії проживають російські старовіри, які заснували старообрядну молебню. Офіційно прихід старовірів був зареєстрований в 1850 році.
В 1852 році в Краславі було зареєстровано 3030 жителів, 389 більших будинків, з них — 32 кам'яних, фабрика по обробці шкіри й майстерня по виготовленню грубних кахлів.
Першим міським головою Краслави з 1922 року по 1926 рік був Луціан Гжибовський (1891 — 1971).
З 1927 року по 1932 рік главою міста був Мойсей Рабинович (1882 — 1941). Ще в 1922 році, будучи заступником глави Краслави, він активно виступав за присвоєння Краславі статусу міста. Мойсей Рабинович є також автором герба Краслави — це срібний човен з п'ятьома веслами на синім тлі. П'ять весел човна символізують основні національності населення Краслави — латиші, поляки, євреї, росіяни, білоруси.
16 червня 1940 року в Даугавпілсі відбулося Свято пісні й танцю. Це було останнє Свято пісні у вільній Латвії.
17 червня 1940 року Латвію окупували частини Червоної армії Радянського Союзу. Раннім ранком 18 червня краславчан розбудив голосне ревіння літаків із червоними зірками. Була легалізована комуністична партія. Комуністи-підпільники Краслави активно включилися в заходи щодо пропаганди — організовували ходи й мітинги. Міським головою призначили Владислава Пазауцу.
15 липня 1940 року у всій Латвії пройшли вибори в Саэйм. Участь у виборах було обов'язковим. Серед населення панували хвилювання. Голосувати можна було тільки за блок Робочої партії. 5 серпня 1940 року Латвію приєднали до Радянського Союзу.
Все життя Краслави змінилося. Почалася націоналізація підприємств, роботи втратили багато посадових осіб. У школах були ліквідовані організації скаутів, гайдов і мазпулків. Змінилися програми навчання: було заборонене навчання про віру, з літератури були викреслені імена багатьох латиських письменників і поетів. Увели нові предмети: конституцію СРСР, історію СРСР. Заснували піонерську й комсомольську організацію, кружки атеїстів. Були складені списки «антисовєтських елементів» для депортації в Сибір. 14 червня 1941 року із Краслави вислали 21 людину. Серед них був міський голова Краслави Антон Рускуліс із дружиною Евою.
30 червня 1941 року, перед відступом Червоної армії, у Краславському римсько-католицькому костьолі раннім ранком були арештовані священики Віталій Пашкевич, Сигізмунд Таборі й сакрістіан О.Вілманіс. Їх відвели в будинок міліції й піддали катуванням.
25 червня 1941 року частини 112 Пермської стрілецької дивізії Червоної армії зайняли позиції біля Краславського городища. Німецька армія направила убік міста 111 піхотну дивізію, 121 піхотну дивізію й 18 ударну дивізію. Краславу кілька разів бомбили, горіли будинки, з'явилися перші жертви серед цивільного населення. З 1 до 3 липня пройшли важкі бої в Краславі. Раннім ранком 4 липня всі частини 112 Пермської стрілецької дивізії відступили в східному напрямку.
Одну окупаційну владу перемінила інша — німецька окупація.
У перший день німецької окупації в Краславі був розстріляний генерал Отто Ланцелле. В 1994 році син генерала Крафт Ланцелле на місці загибелі батька встановив пам'ятний камінь із написом на трьох мовах (латиській, німецькій й російській): «жертвам. 1941 — 1945».
27 липня 1941 року із Краслави й Даугавпілса з метою знищення були депортовані більше 1350 євреїв. 23 серпня 1941 року на західній окраїні Краслави фашисти розстріляли 200 євреїв. В 1942 році 51 жителя Краслави вивезли на примусові роботи в Німеччину.
Тільки в ніч на 22 липня 1944 року відбувся бій у Краславі. 83 стрілецький корпус 4 ударні армії радянських військ напали на військові частини німецької армії в напрямку Краслави. Німці відступили, і в 4:30 частині радянських військ зайняли місто.

## Місто після Другої світової війни
Друга Світова війна кардинально змінила все життя міста до самої підстави, були перекреслені старі цінності, що розділили жителів на два фронти й вислали на примусові роботи в Німеччину й у Гулаг.
Але на щастя під час війни Краслава не дуже постраждала, тому відновлювати місто майже не треба було. У середині п'ятдесятих років були побудовані перші суспільні будинки: будинок культури (зараз будинок спорту), будинок партійного комітету (зараз крайова дума), був обладнаний спортивний стадіон у парку. В 50-і роки був побудований льонозавод, двоповерхові житлові будинки на вулиці Рігас.
У шістдесяті роки були побудовані виробничі об'єкти: деревообробний завод на колишній Піонерській вулиці, виробнича база МСО, комплекс «Сільгосптехніки», побутові, культурні й освітні установи: кінотеатр «заря», новий будинок дитячого саду на нинішній вулиці Резекнес, універмаг, будинок школи на вулиці Райня, будинок культури й три житлових будинки поруч із костьолом.
У сімдесяті роки були побудовані завод сухого молока, Краславська філія швейної фабрики "Латвія, дитячі садки, середня школа на горі біля замку графів Платерів, де зараз перебуває Краславська основна школа, кілька п'ятиповерхових житлових будинків у центрі міста. Побудовано готель «Краслава», комбінат побутового обслуговування, нова поліклініка. У зв'язку з будівництвом житлових будинків було порушене старе міське планування, унікальні, характерні тільки для Краслави дерев'яні будинки були знесені або перед ними побудовані багатоповерхові будинки.
У вісімдесяті роки був побудований новий будинок піонерів у парку коло Малого млина, дитячі садки, виробнича база Східних електричних мереж на вулиці Резекнес і багато житлових будинків. З'явився зовсім новий мікрорайон у східній частині міста, де колись був аеродром для потреб лікарні й де іноді сідали маленькі санітарні літаки. Був побудований будинок середньої школи «Varaviksne» на місці колишнього аеродрому.
Був обладнаний братній цвинтар радянських воїнів у парку, в 1965 році — братній цвинтар жертв фашизму в східній стороні міста, меморіал жертв фашизму на вулиці Удрішу, а також пам'ятний ансамбль загиблих краславчан у сквері на перехресті вулиць Брівібас і Лачплеша.

## Краслава після відновлення незалежності Латвії
На початку дев'яностих років у Краславі відновлені історичні назви вулиць. Починає роботу польська школа, дитяча художня школа, Краславське телебачення. В 1994 закінчене будівництво мосту через Даугаву.
29 травня 1994 року відбулися перші вибори в самоврядування після відновлення незалежності. У виборах беруть участь списки двох партій, обрані 11 депутатів. Головою міської думи обраний Яніс Трачум.

## Уродженці
- Микола Лоски (1870—1965) — філософ
- Наумс Аронсонс (1872—1943) — скульптор
- Павілс Глауданс (1915—1968) — живописець
- Цецилія Дінере (1919—1996) — латиська письменниця, поетеса, прозаїк і перекладач.
- Ванда Зевалде (1922—1997) — скульптор
- Валдіс Краславієтис — поет
- Петеріс Корошевкіс (1940-) — політик
- Валентина Готовська (1963-) — лекоатлетка
- Інета Радевіча (1981-) — лекоатлетка